# ボクらは魔法少年
『ボクらは魔法少年』（ボクらはまほうしょうねん）は、福島鉄平による日本の漫画。ヒーローに憧れる少年がひょんなことから魔法少女になって嫌々ながらも人助けをする作品。『週刊ヤングジャンプ』（集英社）にて2018年13号から2019年14号まで1か月に1回のペースで連載された後、2019年4月からWEB連載『となりのヤングジャンプ』（同社）へと完全移行し、さらに『ウルトラジャンプ』2019年10月号（9月19日発売）から2021年9月号まで並行連載された。
福島は、短編集『アマリリス』収録の作品でも女装男子を扱っているが、前の連載作品である『サムライうさぎ』との題材の違いに戸惑う声と共に称賛の声がSNSなどで挙がっている。『となりのヤングジャンプ』に第1話が無料公開された際には、Twitterで本作のタイトル名がトレンド入りした。
次にくるマンガ大賞 2019で第18位を獲得した。

## あらすじ
闇雲市に住む主人公・小田桐カイトは、「強くてカッコいいヒーロー」に憧れる小学5年生の男の子。
ある日、隣のクラスに転校してきた謎の少年・海原マコトから「この町の平和を守る正義の味方にならないか」と誘われたカイトは快く承諾し、手渡されたブレスレットで変身するが、その姿はフリルのついたスカートに頭に大きなリボンとまるで魔法少女を思わせるかのような「魔法少年」というものだった。カイトはときめきピンク、マコトはさざめきブルーとなって人助けを開始する。
当初は辞めたいがために嫌々ながら役目をこなしていたカイトであったが、徐々に魔法少年としての考え方を改め、魔法少年を続けていくことを決意する。

## 登場人物

### 主要魔法少年
小田桐カイト（おだぎり カイト）/ときめきピンク
11歳。闇雲（やみくも）市担当。マークはハート、力の源は「自信と誇り」。魔法名「ときめき♥ピンク」。
本作品の主人公。3度のメシよりカッコイイことが大好きな小学生男子「やんちゃで元気なガキ大将」。
「強くてカッコいいヒーロー」に憧れており、上級生相手でも真っ向からケンカするほどの腕っ節を持つ。父親と2人暮らし。
隣のクラスに転校してきたマコトから「街の平和を守る正義の味方になってみない？」と誘われ「魔法少年ときめき♥ピンク」となった。
当初はその容姿からただ辞めたいだけに魔法少年としての任務をこなしていたが、不良達に絡まれた際に水面に映った変身した自分の姿を見て可愛いことに気づいたことから考えを改め、魔法少年を続けていくこととなる。
魔法少年としての能力は現状でトップクラス。
自らの可愛さを再確認・自覚することで「自信と誇り」を高め、ララ・オトメチックへの二段変身が可能。
ときめきピンク（マジカルネーム）の意味は「古より伝えられし秘めたる力」。
海原マコト（かいばら マコト）/さざめきブルー
11歳。闇雲（やみくも）市担当。マークはダイヤ、力の源は「自信と誇り」。魔法名「さざめき♢ブルー」。
闇雲市の治安を守るために転校してきた少年（カイトの隣のクラス）。冷静沈着だが、やや人見知り。運動は苦手。
闇雲小学校へ通うためにマンションで一人暮らしをしている。親は仕事の都合で移り住めなかったため、親への顔見せで月に何度かお迎えのリムジンで実家まで帰っている。
カイトを魔法少年にふさわしい人物と見て彼をスカウトした。常に魔法少年としての自身が可愛いことを自覚しているが、素質の問題で魔法少年としての力は現状かなり低く、本人曰く「力は弱く、飛ぶのも遅い、ビームも並の威力で特殊能力もない」。
ララ・オトメチックの状態では、単純なパワーアップだけではなく、仲間を抱きしめることで傷を癒やし回復させる能力がある。
日比野アキト（ひびの アキト）/オラつきパープル
14歳。煉獄（れんごく）市担当。マークは月、力の源は「他人の賞賛」。魔法名「オラつき☽パープル」。
イエローの兄。「弱い者には滅法強いイキリオタクだ！」。悪知恵が働き戦闘のセンスも高いが、通常時にピンク程のパワーは無い。
応援してくれる人間が周囲に一人でもいれば「他人の賞賛」を得られ、パワーアップ状態への二段変身が可能。
ピンクに「エッチくさい感じのオトメチック」と言われたことから、「エッチくさいの人」という不名誉な愛称で呼ばれるように。
結晶集めのために闇雲市の乗っ取りを企んでいたが、改心してピンク・ブルーとは完全に和解した。
日比野ハルト(ひびの ハルト)/きらめきイエロー
年齢不明。煉獄（れんごく）市担当。マークは星、力の源は「自信と誇り」。魔法名「きらめき☆イエロー」。
パープルの弟。光の結晶の入った壷を持ち歩くといったアシスタント的な役割が多いが、単独でも活動している。かなりのおっちょこちょいでまっすぐな性格。
兄とは違い「自信と誇り」でララ・オトメチックへ二段階変身する。
霧島楽人（きりしま らくと）/さきがけレッド
12歳。鬼哭（おになき）市担当、マークはスペード、力の源は明らかにされていない。魔法名「さきがけ♤レッド」。
ゴスロリの魔法少年。
鬼哭小学校6年2組、元リトルリーグのエース。
スピードではピンクに勝るがパワーでは劣る。

### その他の魔法少年
きまじめコバルト、ちゅーちゅーグレー
闇雲市の2つ隣にある獅子切（ししきり）市担当の魔法少年。
ささやきアクアマリン
鬼哭（おになき）市担当、マークは花（おそらく桜）、力の源は「不明」。魔法名「ささやき🌸アクアマリン」。
和装の魔法少年。魔法の国でブルーと知り合い連絡をとりあう。

### その他の人物
鳴川マギル（なるかわ マギル）
マコトの実家、海原家の屋敷に住み込みで働いている使用人の女性。マコトが魔法少年である事実を海原家で唯一知っている。
鳴川家は代々、海原家書庫の管理を任されている。
モモ
魔法の国「トキメキア王国」の関係者で魔法少年のサポート担当。小さなウサギのような容姿に、目、鼻、口といったものは無く顔に当たる部分に大きな五芒星が描かれている。右耳に付けたリボンがチャームポイント。
魔法少年が空を飛んだりビームを出したりするための魔力を供給したり、戦いによって壊れた街を修復したりする役目を持つ。
華茶亜（カティア）
マコトのクラスの女子。カイトも顔見知り。
リリー・リリー
トキメキアとは別国の魔法少年。カタナを持つ。

## 設定・用語
魔法少年
「魔法世界からの使者」「古の戦士」「人を助け救いし者」などと呼ばれる戦士達。「人々を助けて喜びを与える」ことが使命。
魔法少年の活動によって人々から送られた感謝の気持ち「光の結晶」は魔法世界の力の源となっており、世界中の市町村に担当の魔法少年を配置し活躍してもらうことで結晶を回収している。
「へんしんリング」を腕に装着し、リングの赤いボタンを押すことで変身する。このリングはパートナーの魔法少年に呼び出しを受けてから3分経つと勝手に変身してしまう。基本的には、一度魔法少年になると魔法世界に功績が認められない限り自由の身にはなれない。例外として、装着者が本当に魔法少年を辞めたいと思った時はへんしんリングが自然に消えてなくなり魔法少年ではなくなる。
それぞれにトレードマーク（マジカルネームの中央に入るマーク）があり、ステッキ先端の形はそのマークのものになる。
「街でたまに見かけるへんな正義の味方」程度の認識、もしくは印象すらないのが一般的。
魔法名（マジカルネーム）
魔法の書に記されている、魔法少年の名前。
マジカルネームには意味があり、「ときめき♥ピンク」の場合は「古より伝えられし秘めたる力」という意味。他の魔法少年のマジカルネームの意味は不明。
オトメチック
魔法少年が着ているスーツの名称で、魔法世界では「大いなる誇り」を意味する。色々なタイプがあり、魔法少年によって力の源が違う。
嫌々ながら任務をこなしていたり、力の源となるものが弱まると十分な力を発揮することはできない。また、自分の心に嘘をついていると普段とは違う歪んだ形（マコト曰く「ダメスーツ」）になってしまい、その度合によって力が弱まっていき、最終的には（可愛いコスチュームに変身はするが）魔法少年としての力は全く使えなくなってしまう。
若干違ったパワーダウンとして「力の源」が弱まるにつれて衣装が縮まり、弱体化してしまう。
逆に、装着者の「力の源」となるものが強く発揮されると大幅にパワーアップし、見た目が変化する（現状ではピンク・パープル・イエローのパワーアップが登場済）。
ダメージを受けると能力が下がってしまうが、力の源を得ることで修復される。
「汝 真の姿を知らるる事なかれ　さすれば戦の衣に悪しき影落ちん」と「古の書」に記されているので、一般人に正体がバレるとオトメチックに何か悪いことが起こるとのこと。
ララ・オトメチック
古の戦士の服の能力を強く引き出した姿で、「オトメチック」の状態と比べ数倍から数十倍もの力を持つとされる。パワー、スピード、ビームなどすべての点においてオトメチックを上回る。
魔力の消費が激しいため活動可能時間に限界がある。オトメチックよりもさらに肌の露出が多く、ときめき♥ピンク曰く「水着みたいだから恥ずかしい」とのこと。

### 特殊能力
マジカルメイク
魔法少年の個人情報を守るための機能。
オトメチックによって施されるメイク。外見は一緒なのに同一人物と認識させない魔法のフィルター。
使用者の心にある危機感が薄くなると機能が弱まる。
マジカルボイス
魔法少年の個人情報を守るための機能。
マジカルメイク同様に個人を特定させない声へと変質する。
例えば変身前の名前を呼んでもその部分だけが認識できないようになる。
使用者の心にある危機感が薄くなると機能が弱まる。
力の源
オトメチックが必要とする力の元。
「オトメチックにも色々ある」（パープル談）。
ピンク・ブルー・イエローは「自信と誇り」、パープルは「他人の賞賛」が力の源。
魔法少年の能力に直結しており、力の源の度合いによってパワーダウンしたり変身できなくなったりする。
また、力が十分に得られるとパワーアップした形態へ二段変身することが可能になる。
光の結晶
魔法少年の使命「人を助け喜びを与える」ことで人から生み出される感謝の気持ちの結晶。
魔法世界の力の源であり、なくてはならないもので、作物を育てたり、病気を治したり、夜に明かりを灯すなど様々な使い道がある。
たくさん集めることで魔法の国から褒められたりご褒美がもらえると言われているが詳しいことはヒミツ

### 魔法の国のアイテム
へんしんリング
手首に装着する変身用アイテム。リング中央にある赤いボタンを押すことで変身する。「魔法少年の素質」がない者は変身できないが、努力で乗り越えるキャラクターも存在する（※ただし何が「素質」なのかは魔法の国の住人にもはっきりとはわかっていない）。装着者同士にしか見えないし触れないので一般人には認識自体ができない。
装着者の心に反応して最も合ったスーツ（オトメチック）を作ってくれる。一度装着すると自分で外すことはできないが、装着者が本当に魔法少年を辞めたいと思った時はリングは自然に消えてなくなる。
古の戦士の書
魔法少年のマジカルネームとその意味などが記してある書物。鴨川マギル管理するところの海原家の書庫でマコトが見つけ、解読した。　
香水
魔法の国へ行く際に使用した。変身状態でこの香水を吹きかけ、再度へんしんリングの赤いボタンを押すと「パーティ用のドレス」に変身できる。
双子座（ジェミニ）のマンドラゴラ　
魔法少年の必須コピーアイテム。通称「大根」。正面の五芒星を強く押すと使用者と同じ姿になり、変身後の鼻を強く押すと元のマンドラゴラに戻る。戻す際に活動中の記憶も受け継ぐので、魔法少年として活躍している間に学校の授業を受けてもらったり等の別行動をとらせることが可能で、話し相手や遊び相手としても使える。
魔法の国の招待状
一年に一度、魔法少年の活躍を労うために魔法の国のお城で開かれるパーティへの招待状。魔法少年の自宅郵便受けに届く。白紙だが、「へんしんリング」をかざすと字が浮き出て読めるようになっている。パーティでは食事、ゲーム、スポーツ、漫画など魔法少年を最大限もてなすための様々な催しが用意されている。
オトメフージ
魔法世界に伝わる、古の「禁断の呪薬」。ペロペロキャンディーの形をしている。かなり古いものなので現在はなかなか手に入らない。レッドがブルーに使った、その名の通りオトメチックを封じるアイテム。※ただし、「ごく弱いオトメチックにしか効かない」。呪いをかけた者でなければ呪いの解き方はわからない。
魔法のポーチ
腰に装着するポーチ。うさ耳付き。見た目よりも大量に物が入るらしい。街にケモノチック3人組が現れた際、捕まえに行くと言ったカイトにモモが渡した。
魔法の縄
魔法の縄。ケモノチック3人組を捕縛するのに使用した。魔法のポーチに入った状態でモモからカイトに渡された
ニンニンドースウィッチ
ゲーム機。カイトは持っておらず、とても欲しがっている。
ケモノチック
「オトメチック」が歪んだもの。
魔法少年になりたいという熱意、それがいつしか焦りと恐怖に変わり、力の源を全て失った時「ケモノ」へと転じ、魔物のような闇の衣「ケモノチック」をまとうこととなる。
通称ケモノ化。
「オトメチック」とは若干用法が違い、スーツから形態・存在そのものまでを一括で指す。魔法少年への未練によって憎しみやねたみのカタマリのようなものになってしまい、魔法少年を傷つけたりするようになる。魔法少年になんの未練も無くなると「へんしんリング」が消えてただの少年に戻る。力を取り戻し魔法少年に返り咲く者もいる。
魔法少年への憎しみよりも未練の方が強く魔法少年に戻りたがっている場合はツノが小さくなり未練よりも憎しみが強くなるほどツノが大きくなる（らしい）。
結晶八傑（クリスタル・エイト）
魔法の国が魔法少年の中から選び出す存在。
集めた光の結晶が多かった魔法少年が選ばれるらしい（パープル談）が、詳細は不明。

### 登場舞台
闇雲市（やみくもし）
関東。治安が悪い。担当魔法少年：ときめき♥ピンク、さざめき♦ブルー
煉獄市（れんごくし）
関東。担当魔法少年：オラつき・パープル、きらめき・イエロー
鬼哭市（おになきし）
関東。担当魔法少年：ささやき・アクアマリン、さきがけ♠レッド
獅子切市（ししきりし）
関東・闇雲市の2つ隣に位置する。担当魔法少年：きまじめ・コバルト、ちゅーちゅー・グレー
トキメキア王国
魔法の国。魔法少年に力を与え回収させた光の結晶で成り立っている。

## 書誌情報
- 福島鉄平 『ボクらは魔法少年』 集英社〈ヤングジャンプ・コミックス〉、全7巻
  1. 2018年9月19日発売[6]、ISBN 978-4-08-891110-6
  2. 2019年3月19日発売[7]、ISBN 978-4-08-891224-0
  3. 2019年9月19日発売[8]、ISBN 978-4-08-891370-4
  4. 2020年3月19日発売[9]、ISBN 978-4-08-891563-0
  5. 2020年10月16日発売[10]、ISBN 978-4-08-891695-8
  6. 2021年4月19日発売[11]、ISBN 978-4-08-891883-9
  7. 2021年10月19日発売[12]、ISBN 978-4-08-892119-8